# Meymand
Meymand (Persiana: ميمند) è una città dello shahrestān di Firuzabad, circoscrizione di Meymand, nella provincia di Fars. Aveva, nel 2006, una popolazione di 8.615 abitanti.